# 農学研究科
農学研究科（のうがくけんきゅうか、英称：The Graduate School of Agriculture）は、日本の大学院研究科のうち、農学の高度な教育研究を行う機構の1つである。
いずれも1953年に、国立は東北大学と京都大学が、私立は東京農業大学が初めて農学研究科の名称を冠した研究科を設置した。
一部の大学では、工学や理学分野とともに自然科学研究科・環境学研究科として開設されている。また、農学分野を専攻できる近接研究科としては生物資源科学研究科、生物資源学研究科などがある。

## 概要
主に、農学部の上位に連続した形で設置され、博士前期課程（修士課程）および博士後期課程（博士課程）あるいはそれに相当する課程で構成される。学位は、修士課程は修士（農学）を、博士課程は博士（農学）を修めることができ、他は、それに相当する専攻名称等に応じた学位を修める。

## 農学研究科を置く大学

### 国立
| - 岩手大学大学院農学研究科（1964年度～） - 山形大学大学院農学研究科（1970年度～） - 東北大学大学院農学研究科（1953年度～） - 宇都宮大学大学院農学研究科（1966年度～） - 茨城大学大学院農学研究科（1970年度～） - 京都大学大学院農学研究科（1953年度～） - 神戸大学大学院農学研究科（1972年度～） | - 鳥取大学大学院農学研究科（1967年度～） - 山口大学大学院農学研究科（1969年度～） - 愛媛大学大学院農学研究科（1967年度～） - 香川大学大学院農学研究科（1968年度～） - 佐賀大学大学院農学研究科（1970年度～） - 宮崎大学大学院農学研究科（1967年度～） - 鹿児島大学大学院農学研究科（1966年度～） - 琉球大学大学院農学研究科（1977年度～） |

### 公立
- 大阪公立大学大学院農学研究科（2022年度～）

### 私立
- 東京農業大学大学院農学研究科（1953年度～）
- 明治大学大学院農学研究科（1959年度～）
- 玉川大学大学院農学研究科（1977年度～）
- 名城大学大学院農学研究科（1973年度～）
- 龍谷大学大学院農学研究科（2018年度～）
- 近畿大学大学院農学研究科（1985年度～）
- 東海大学大学院農学研究科（1984年度～）

（前身の九州東海大学 農学研究科から）

## 農学研究科と類似する研究科名称
- 弘前大学大学院 農学生命科学研究科（1971年度～）（前身の農学研究科から）
- 福島大学大学院 食農科学研究科（2023年度～）
- 東京大学大学院 農学生命科学研究科（1953年度～）（前身の生物系研究科から）
- 名古屋大学大学院 生命農学研究科（1969年度～）（前身の農学研究科から）

## 農学を専攻できる他の研究科名称
- 帯広畜産大学大学院 畜産学研究科
- 北里大学大学院 獣医畜産学研究科
- 酪農学園大学大学院 酪農学研究科
- 宮城大学大学院 食産業学研究科
- 千葉大学大学院 園芸学研究科
- 東京農業大学大学院 生物産業学研究科
- 東京農業大学大学院 国際食料農業科学研究科
- 東京農業大学大学院 地域環境科学研究科
- 日本獣医生命科学大学大学院 獣医生命科学研究科
- 中部大学大学院 応用生物学研究科
- 滋賀県立大学大学院 環境科学研究科
- 京都先端科学大学大学院 バイオ環境研究科
- 南九州大学大学院 園芸学・食品科学研究科

生命環境科学研究科
- 筑波大学大学院 生命環境科学研究科（2020年まで）
- 京都府立大学大学院 生命環境科学研究科

生物資源科学研究科
- 秋田県立大学大学院 生物資源科学研究科
- 日本大学大学院 生物資源科学研究科
- 三重大学大学院 生物資源学研究科（1966年度～）（前身の農学研究科から）
- 福井県立大学大学院 生物資源学研究科
- 岡山大学大学院 環境生命科学研究科

## 農学を専攻できる他の研究科と類似の組織
- 北海道大学大学院農学研究院・大学院農学院 （2000年～）（前身の札幌農学校から1876年設置）
- 東京農工大学大学院農学研究院・農学府（2006年～）（前身の東京帝国大学農科大学実科から1898年設置）
- 九州大学大学院農学研究院・大学院生物資源環境科学府（2000年～）（前身の九州帝国大学農学部から1919年設置）

※ 農学院・研究院・学府 - 研究科に代わる制度
- 筑波大学大学院理工情報生命学術院 生命地球科学研究群 生物資源科学系（旧農林学, 2020年～）

## 農学研究である専攻名称
- 信州大学大学院 総合理工学研究科 農学専攻（2016年〜、前身の農学研究科（1972年～2015年）から）
- 山梨大学大学院 医工農学総合教育部 生命環境学専攻
- 静岡大学大学院 総合科学技術研究科 農学専攻（2017年～）（前身の農学研究科から）
- 新潟大学大学院 自然科学研究科 生命・食料科学専攻
- 岐阜大学大学院 自然科学技術研究科 生命科学・化学専攻／生物生産環境科学専攻
- 和歌山大学大学院 システム工学研究科 システム工学専攻　コミュニケーション科学クラスタ（景観生態学分野、都市農村計画分野、自然保護・再生分野、地域文化論分野）
- 広島大学大学院 生物圏科学研究科（2018年まで）/理学研究科 生物科学専攻→広島大学大学院統合生命科学研究科 統合生命科学専攻（2019年から）
- 高知大学大学院 総合人間自然科学研究科 農学専攻（1968年度～）（前身の農学研究科から）
- 香川大学大学院 工学研究科 安全システム建設工学専攻 自然環境マネジメント分野（農業工学）
- 県立広島大学大学院 総合学術研究科 生命システム科学専攻
- 京都先端科学大学大学院 バイオ環境研究科 バイオ環境専攻（2010年～）（博士課程前期）バイオ環境デザイン領域、食農領域（博士課程後期）食農研究、バイオ環境デザイン研究、グリーンバイオ研究
- 岡山理科大学大学院 生物地球科学研究科 生物地球科学専攻 生物学系列→大学院 理工学研究科 自然科学専攻 生態環境科学コース（2023年から）